# Lokeren
Lokeren (fr. Locres) – miasto w Belgii, w Regionie Flamandzkim, w prowincji Flandria Wschodnia, w okręgu Sint-Niklaas. Leży nad rzeką Durme.

## Podział administracyjny
W skład miasta wchodzą dwie dzielnice (deelgemeente):
- Daknam
- Eksaarde (Exaerde)

## Historia

### Początki
Wykopaliska archeologiczne w Lokeren udowodniły, że teren ten był zamieszkany już w neolicie. Rzymska droga biegnie wzdłuż rzeki Durme. Nazwa Waasland, nadana została temu regionowi przez Rzymian i pochodzi od germańskiego słowa Wasu oznaczającego "bagnisty teren". Pierwsza wzmianka o nazwie miasta pochodzi z roku 1114. W przeciwieństwie do starszych zabudowań, nowa wioska powstała na prawym brzegu Durme. W połowie XII w. Lokeren stało się samodzielną parafią, w której rolnictwo i len były głównymi dziedzinami jego gospodarki. Przemysł tekstylny był ważną dziedziną aż do XX w.

### Od XVI wieku
W 1555 roku Karol V nadał Lokeren prawo posiadania rynku. W XVI i XVII w. cały Waasland był polem bitwy pomiędzy protestantami z Niderlandów a katolikami z Hiszpanii, co często miało opłakane skutki dla miejscowej ludności. Po rewolucji francuskiej region ten stał się częścią departamentu Escaut z Lokeren jako stolicą kantonu. Nie trwało to długo, gdyż   departament został podzielony w roku 1800 i Lokeren zostało częścią Dendermonde. Napoleon Bonaparte nadał Lokeren status miasta w 1804 roku.

## Turystyka
- liczne galerie i muzea, w których można poznać historię okolicy od czasów prehistorycznych do połowy XX w.
- 10 czerwca 1956 roku miastu został podarowany składający się z 49 dzwonów carillon
- rezerwat przyrody Molsbroek

## Osoby

### urodzone w Lokeren
- Aimé Anthuenis, piłkarz i trener piłkarski (ur. 1943)
- Jelle Van Damme, piłkarz (ur. 1983)
- François Van der Elst, piłkarz (ur. 1954)
- Frans Rens, pisarz (1805-1874)
- Gabriel (de Vylder), zwierzchnik prawosławnego Zachodnioeuropejskiego Egzarchatu Parafii Rosyjskich (1946-2013)

## Sport
W Lokeren do 2020 r. działał klub piłkarski KSC Lokeren. Od 1996 roku jest tu meta wiosennego wyścigu kolarskiego Omloop Het Nieuwsblad

## Kultura
Miasto jest znane z trzydniowego festiwalu muzycznego Gezôarse feesten organizowanego w ostatnim tygodniu sierpnia, w tym samym miesiącu odbywa się dziesięciodniowy festiwal Lokerse Feesten.

## Współpraca
Miejscowość partnerska:
- Ropczyce, Polska

## Transport
W mieście znajduje się stacja kolejowa Lokeren.